# Nazionale maschile di pallacanestro del Senegal
La nazionale di pallacanestro del Senegal è la squadra che rappresenta questo paese nelle competizioni cestistiche internazionali. È organizzata dalla Federazione cestistica del Senegal.

## Piazzamenti

### Olimpiadi
- 1968 - 15°
- 1972 - 15°
- 1980 - 11°

### Campionati del mondo
- 1978 - 14°
- 1998 - 15°
- 2006 - 22°
- 2014 - 16°
- 2019 - 30°

### Campionati africani
- 1964 - 5°
- 1965 - 4°
- 1968 -  1°
- 1970 -  2°
- 1972 -  1°

- 1974 -  2°
- 1975 -  2°
- 1978 -  1°
- 1980 -  1°
- 1981 - 4°

- 1983 -  3°
- 1985 - 4°
- 1987 - 6°
- 1989 -  3°
- 1992 -  2°

- 1993 -  3°
- 1995 -  2°
- 1997 -  1°
- 1999 - 7°
- 2001 - 7°

- 2003 - 5°
- 2005 -  2°
- 2007 - 9°
- 2009 - 7°
- 2011 - 5°

- 2013 -  3°
- 2015 - 4°
- 2017 -  3°
- 2021 -  3°

## Formazioni

### Olimpiadi
Pallacanestro ai Giochi della XIX Olimpiade4 Fall, 5 P. Diop, 6 N'Diaye, 7 Camara, 8 Dia, 9 Traoré, 10 Seck, 11 Diagne, 12 Sadio, 13 Constantino, 14 Sène, 15 Guèye,        All. Alioune Diop
Pallacanestro ai Giochi della XX Olimpiade4 Diandy, 5 P. Diop, 6 Fall, 7 Camara, 8 Sagna, 9 N'Diaye, 10 Lopis, 11 M. Diop, 12 Seck, 13 Guèye, 14 Thiam, 15 Traoré,        All. Amadou Diaw
Pallacanestro ai Giochi della XXII Olimpiade - Torneo maschile4 M'Bengue, 5 Badji, 6 Ma. Diop, 7 Samb, 8 Faye, 9 M. Ndiaye, 10 Mo. Diop, 11 Dia, 12 B. Diagne, 13 A. Ndiaye, 14 Cissokho, 15 Tall,        All. Ibrahima Diagne

### Campionati del mondo
Campionato mondiale maschile di pallacanestro 19784 A. Diop, 5 Guèye, 6 Toupane, 7 Ndiaye, 8 Faye, 9 Dogue, 10 L. Diop, 11 Diouf, 12 Kaba, 13 B. Diagne, 14 López, 15 A. Diagne,        All. Ibrahima Diagne
Campionato mondiale maschile di pallacanestro 19984 Niang, 5 Ba, 6 Aw, 7 Mak. N'Diaye, 8 Fall, 9 Da Sylva, 10 Diouf, 11 Carvalho, 12 Sow, 13 Mam. N'Diaye, 14 Dia, 15 A. N'Diaye,        All. Ousseynou Ndiaga Diop
Campionato mondiale maschile di pallacanestro 20064 Mak. N'Diaye, 5 Pene, 6 Faye, 7 Cissé, 8 Niang, 9 N'Doye, 10 Diouf, 11 Aw, 12 Savané, 13 Mam. N'Diaye, 14 N. N'Diaye, 15 Badiane,        All. Moustapha Gaye
Campionato mondiale maschile di pallacanestro 20144 Niang, 5 d'Almeida, 6 Thomas, 7 Mam. N'Doye, 8 Diop, 9 Mal. N'Doye, 10 Thiam, 11 Faye, 12 Ndour, 13 N'Diaye, 14 Dieng, 15 Badji,        All. Cheikh Sarr
Campionato mondiale maschile di pallacanestro 20191 Ndour, 2 Thiam, 5 d'Almeida, 7 Diop, 10 Sambe, 11 M. Faye, 13 N'Diaye, 15 Y. Ndoye, 25 M. Ndoye, 28 I. Faye, 31 Touré, 35 Gueye,        All. Moustapha Gaye

### Campionati africani
Campionato africano maschile di pallacanestro 1968Camara, Constantino, Diop, Fall, Guèye, N'Diaye, Sadio, Seck, Traoré, Thiaw, All. Alioune Diop
Campionato africano maschile di pallacanestro 1972Camara, Diandy, P. Diop, Fall, Guèye, Lopis, N'Diaye, Sène, Sagna, Seck, Thiam, Traoré, All. Alioune Diop
Campionato africano maschile di pallacanestro 1980A. Diagne, B. Diagne, A. Diop, L. Diop, Diouf, Dogue, Faye, Guèye, Kaba, López, Ndiaye, Toupane, All. -
Campionato africano maschile di pallacanestro 19924 Sadji, 5 Aw, 6 Diop, 7 Preira, 8 Barry, 9 Sene, 10 N'Diaya, 11 N'Dongo, 12 N'Diaye, 13 Gomis, 14 Dia, 15 Sylva,        All. -
Campionato africano maschile di pallacanestro 19934 M. Ba, 5 Sylva, 6 M. N'Doye, 7 Preira, 8 S. Ba, 9 Cissé, 10 N'Diaye, 11 O. Ba, 12 Sow, 13 M. Diop, 14 O. N'Doye, 15 S. Diop,        All. -
Campionato africano maschile di pallacanestro 19954 M. Niang, 5 Ma. N'Diaye, 6 S. Niang, 7 Mar, 8 Ly, 9 Ba, 10 P. N'Diaye, 11 Carvalho, 12 Sow, 13 Diop, 14 Mo. N'Diaye, 15 Camara,        All. -
Campionato africano maschile di pallacanestro 19974 Niang, 5 P. N'Diaye, 6 Aw, 7 Mar, 8 Fall, 9 Da Sylva, 10 Dia, 11 Carvalho, 12 Sow, 13 Diop, 14 M. N'Diaye, 15 A. N'Diaye,        All. Bassirou Badji
Campionato africano maschile di pallacanestro 19994 Niang, 5 M. N'Diaye, 6 Dieng, 7 Mar, 8 Ba, 9 Da Sylva, 10 Thioune, 11 Carvalho, 12 Sow, 13 Seye, 14 Wane, 15 A. N'Diaye,        All. -
Campionato africano maschile di pallacanestro 20014 Niang, 5 Cissé, 6 Mar, 7 Carvalho, 8 Diallo, 9 Diouf, 10 Sow, 11 Camara, 12 A. N'Diaye, 13 Diop, 14 M. N'Diaye, 15 N. N'Diaye,        All. Moustapha Gaye
Campionato africano maschile di pallacanestro 2003Cissé, Boissy, Pene, M'Baye, Diallo, N'Doye, Konare, Sow, Diagne, Badiane, Ndong, N'Diaye, All. Maguette Diop
Campionato africano maschile di pallacanestro 20054 N'Diaye, 5 Pene, 6 Traoré, 7 Cissé, 8 Konare, 9 N'Doye, 10 Faye, 11 Aw, 12 Ndong, 13 Camara, 14 Wane, 15 Badiane,        All. Abdou N'Diaye
Campionato africano maschile di pallacanestro 20074 Seck, 5 Pene, 6 Traoré, 7 N'Diaye, 8 Sow, 9 N'Doye, 10 Diouf, 11 Aw, 12 Faye, 13 Konare, 14 Fall, 15 Badiane,        All. Abdou N'Diaye
Campionato africano maschile di pallacanestro 20094 M'Bengue, 5 Pene, 6 Diop, 7 Cissé, 8 Thioune, 9 N'Doye, 10 Mendy, 11 Faye, 12 Ndong, 13 Coly, 14 Sow, 15 Badiane,        All. Abdou N'Diaye
Campionato africano maschile di pallacanestro 20114 N'Diaye, 5 d'Almeida, 6 Niang, 7 Mam. N'Doye, 8 Diop, 9 Mal. N'Doye, 10 Diassé, 11 Faye, 12 Coly, 13 Touré, 14 Badiane, 15 Dia,        All. Alain Weisz
Campionato africano maschile di pallacanestro 20134 E. N'Diaye, 5 Adams, 6 Thomas, 7 Mam. N'Doye, 8 Diop, 9 Mal. N'Doye, 10 M'Bengue, 11 Faye, 12 Gadiaga, 13 H. N'Diaye, 14 Sene, 15 Badji,        All. Cheikh Sarr
Campionato africano maschile di pallacanestro 20154 Niang, 5 d'Almeida, 6 Thomas, 7 Diop, 8 Mendy, 9 N'Doye, 10 M'Bengue, 11 Faye, 12 Sene, 13 Mbodj, 14 Dieng, 15 Badji,        All. Cheikh Sarr
Campionato africano maschile di pallacanestro 20171 Ndour, 2 Thiam, 4 Niang, 5 Adams, 6 Hannah, 8 Mendy, 9 M. N'Doye, 11 Faye, 12 Mbodj, 13 N'Diaye, 14 Dieng, 15 Ndoye,        All. Porfirio Fisac
Campionato africano maschile di pallacanestro 20210 Badio, 1 Ndour, 2 Diallo, 6 M. Faye, 7 Diop, 8 Dime, 9 N'Diaye, 12 Touré, 14 Dieng, 15 Ndoye, 20 Henry, 28 I. Faye,        All. Boniface Ndong
Campionato africano maschile di pallacanestro 20250 Badio, 1 N'Diaye, 3 Gueye, 5 Boissy, 7 Faye, 11 I. Diallo, 16 Badji, 29 Camara, 33 B. Diallo, 43 Sylla, 45 Mané, 77 Diop,        All. DeSagana Diop

## Nazionali giovanili
- Nazionale Under-18
- Nazionale Under-16